# أويجان (فخرود)
أویجان (بالفارسية: اویجان) هي مستوطنة تقع في إيران في قسم فخرود الريفي. يقدر عدد سكانها بـ 185 نسمة بحسب إحصاء 2016.